# مورستان
مورستان(نام علمی: Trichophyton) نام یک سرده از subdivision قارچ‌های فنجانی است.